# Kolor miłości
Kolor miłości – amerykański dramat z 2000 roku.

## Obsada
- Gena Rowlands – Georgia Porter
- Louis Gossett Jr. – Lou Hastings
- Penny Fuller – Madeleine Porter
- Stella Parton – Ellen Fuller
- Helen Floyd – Betty Watson
- Monica Parker – May Bolton
- Penny Bae Bridges – Jacey Hastings
- Michael Burgess – Dr Rose
- Bev Appleton – Joe Porter
- Sonny Shroyer – Larry Summer
- Christen Compton – Lily-Joe
- Michael Harding – Dr Peterson

## Fabuła
Ellen Fuller jest bardzo zamożną wdową, która mieszka na południu USA. Gdy umiera jej córka, uważa, że jej życie już się skończyło. Tymczasem w jej życie wkracza Jacey – kilkuletnia wnuczka Ellen. Dzięki niej ożywają dawne wspomnienia i uczucia.

## Nagrody i nominacje
52. ceremonia wręczenia nagród Emmy
- Najlepsza aktorka w miniserialu lub filmie tv – Gena Rowlands (nominacja)

Nagroda Satelita 2000
- Najlepsza aktorka w miniserialu lub filmie tv – Gena Rowlands (nominacja)
- Najlepszy aktor w miniserialu lub filmie tv – Louis Gossett Jr. (nominacja)